# 2008 AU138
2008 AU138, também escrito como 2008 AU138, é um corpo menor que é classificado pelo Minor Planet Center como um centauro. Ele possui uma magnitude absoluta de 6,7 e tem um diâmetro estimado de 201 km. O astrônomo Mike Brown lista este objeto em sua página na internet como um candidato a possível planeta anão.

## Descoberta
2008 AU138 foi descoberto no dia 8 de janeiro de 2008.

## Órbita
A órbita de 2008 AU138 tem uma excentricidade de 0,371 e possui um semieixo maior de 32,474 UA. O seu periélio leva o mesmo a uma distância de 20,411 UA em relação ao Sol e seu afélio a 44,537 UA.